# 小笠原貞哲
小笠原 貞哲（おがさわら さだとし）は、江戸時代後期の大名。豊前国小倉新田藩（千束藩）5代藩主。4代藩主・小笠原貞温の長男。

## 略歴
江戸で誕生。文化3年（1805年）11月8日、父貞温の嫡子となる。文政2年（1819年）10月1日、11代将軍徳川家斉に拝謁する。同年12月22日、従五位下備後守に叙任する。文政5年（1822年）4月16日、父貞温の死去により家督を継ぐ。文政6年（1823年）10月15日、大番頭に就任した。天保7年（1836年）10月26日、病気を理由に辞任する。天保9年（1838年）、藩内の5か村で農民による逃散騒動が起こった。天保14年（1843年）12月9日、隠居し、次男・貞謙に家督を譲った。その後、三楽と称した。
安政4年（1857年）9月16日、江戸で死去した。享年56。

## 系譜
- 父：小笠原貞温（1766-1822）
- 母：美賀子 - 本田氏
- 正室：鍈子 - 酒井忠寧の娘
  - 次男：小笠原貞謙（1827-1851）
  - 三男：小笠原貞寧（1831-1856）
- 室：新井氏
  - 四男：小笠原忠嘉（1839-1860） - 小笠原貞謙、小笠原忠徴の養子
- 生母不明の子女
  - 女子：柳沢光昭正室
  - 五女：愛子 - 小笠原寿長正室